# 18. rujna
18. rujna (18. 9.) 261. je dan godine po gregorijanskom kalendaru (262. u prijestupnoj godini).
Do kraja godine ima još 104 dana.

## Događaji
- 887. – mletački dužd Petar Kandijan poginuo kod Makarske u pokušaju da pokori Neretvane.
- 1739. – Potpisan mir u Beogradu, čime je prekinut Rusko-turski rat
- 1809. – U Londonu otvorena Kraljevska operna kuća (Royal Opera House)
- 1851. – Osnovan The New York Times
- 1931. – Incident u Mukdenu daje Japanu izgovor napasti i zauzeti Mandžuriju.
- 1934. – Sovjetski Savez primljen u Ligu naroda.[1]
- 1946. – Na Mosoru ubijeni škripari Marijofil Mandić, Zlatko Ćavar, Jure Zovke, Božo Hrkać, Jakiša Alpeza, Vidak Prskalo, Veselko Rezić, Ivan Jurčić, Ivan Kolobarić i Ivan Katura, za čije ubojstvo nitko nikada nije procesuiran.[2]
- 1991. – Mještani Sukošana i Debeljaka, hrvatski bojovnici i redarstvenici spriječili prodor velikosrpskog agresora iz pravca aerobaze Zemunik na Jadransku magistralu.
- 1991. – u Samoboru postrojena 151. brigada HV

| - 1880. – Vaclav Huml, češko-hrvatski violinist i glazbeni pedagog († 1953.) - 1895. – Ivo Tijardović, hrvatski skladatelj, literat i slikar († 1976.) - 1905. – Greta Garbo, švedska glumica († 1990.) - 1930. – Vlado Gotovac, hrvatski pjesnik, esejist, filozof, govornik i političar. († 2000.) - 1932. – Josip Vončina, hrvatski jezikoslovac, književni povjesničar, akademik († 2010.) - 1957. – Tomislav Pejić, hrvatski zagonetač († 1991.) - 1959. – Boris Bakal, hrvatski glumac, pisac i redatelj - 1968. – Toni Kukoč, hrvatski košarkaš - 1974. – Sol Campbell, engleski nogometaš - 1979. – Marin Miletić, hrvatski političar - 1981. – Jennifer Tisdale, američka glumica i pjevačica - 1989. – Ornela Vištica, hrvatska glumica - 1994. – Elica Jankova, bugarska hrvačica - 2004. – Marin Šotiček, hrvatski nogometaš | - 96. – Domicijan, rimski car (* 51.) - 1180. – Luj VII., francuski kralj (* 1120.) - 1783. – Leonhard Euler, švicarski matematičar, fizičar i astronom (* 1707.) - 1892. – James Bicheno Francis, britansko-američki inženjer (* 1815.) - 1931. – Geli Raubal, Hitlerova polunećakinja (* 1908.) - 1942. – Ćiro Truhelka, hrvatski arheolog i povjesničar (* 1865.) - 1970. – James Marshall "Jimi" Hendrix, američki rock glazbenik (* 1942.) - 1991. – Ludvig Pavlović, hrvatski časnik (* 1951.) - 2002. – Margita "Magi" Stefanović, srbijanska rock-glazbenica, klavijaturistica EKV-a (* 1959.) - 2007. – Ljiljana Molnar Talajić, hrvatska operna diva (* 1938.) - 2016. – Osman Arnautović, bosanskohercegovački prevoditelj i pisac (* 1948.) |

## Blagdani i spomendani
- Dan Hrvatske ratne mornarice
- Dan općine Sukošan i Dan obrane Sukošana i Debeljaka